# Dragutin Gorjanović-Kramberger

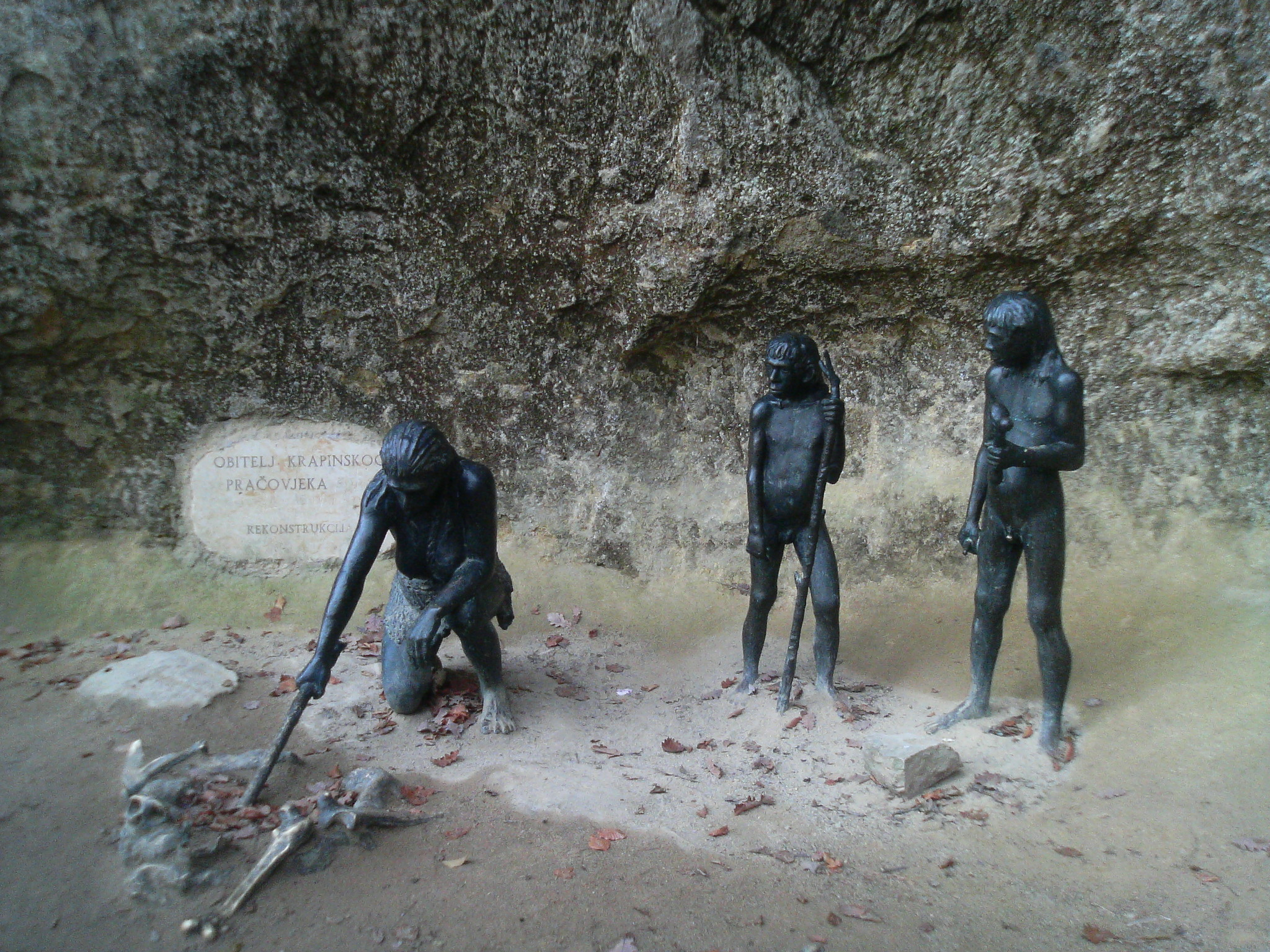
Esculturas en Krapina

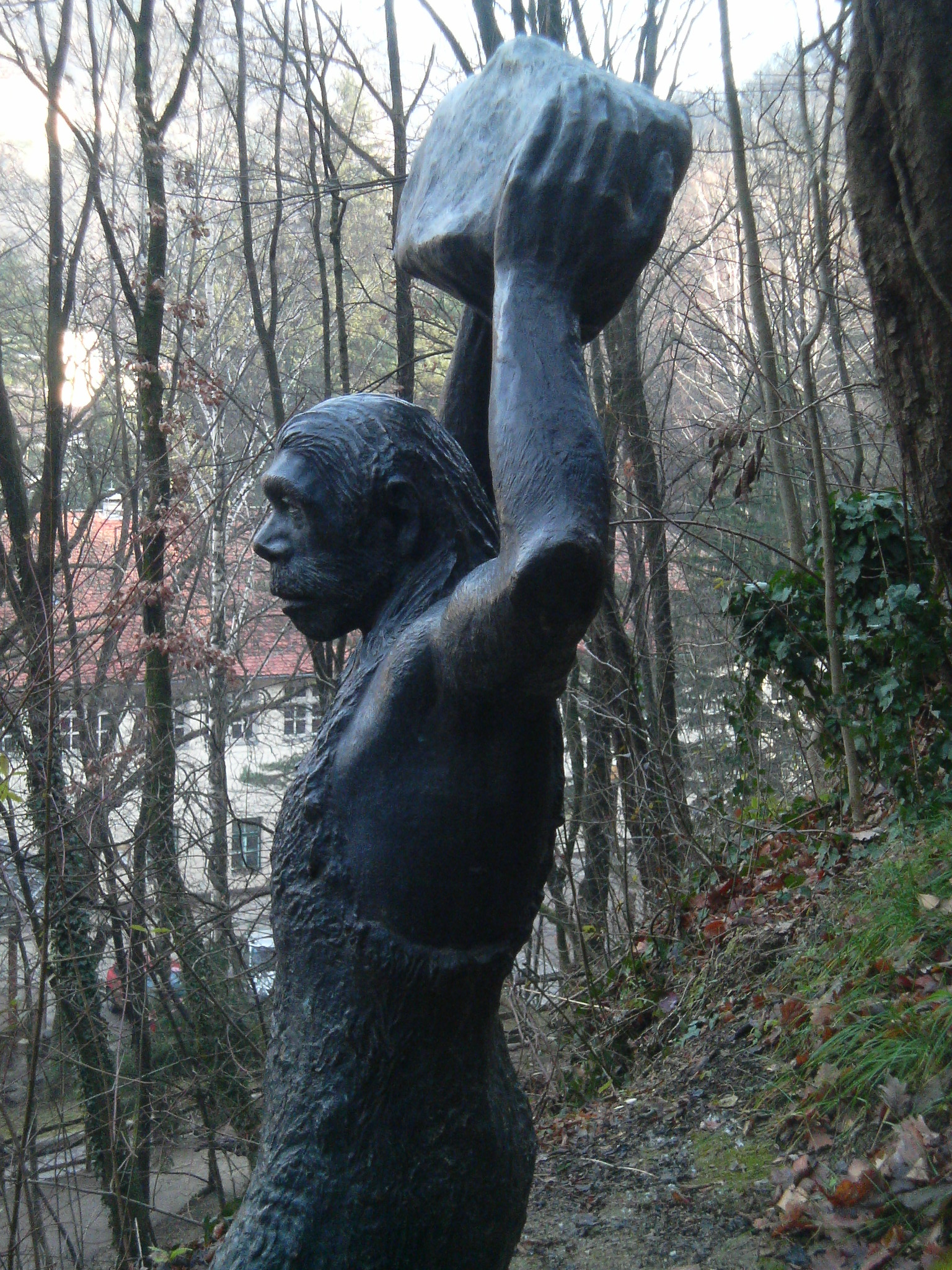
Escultura en Krapina

Dragutin Gorjanović-Kramberger (Zagreb, 25 de octubre de 1856 - Zagreb, 24 de diciembre de 1936) fue un geólogo, paleontólogo, y arqueólogo croata.

## Educación
Dragutin cursó su educación elemental en Zagreb, Croacia, así como dos años de preparandija (Facultad de Educación de la Universidad de Zagreb). Estudió  paleontología en Zúrich, Suiza, tras lo que se trasladó a Múnich, donde estudió bajo Karl Zittel, un experto mundial en las áreas de anatomía y paleontología. eciba Se doctoró en 1879, (Tübingen, Alemania), con una tesis sobre peces fosilizados.
Desde 1880, fue comisario en el Departamento Mineralógico del Museo Nacional croata (hoy el Museo de Historia Natural croata) y, en colaboración con su superior, el arqueólogo Đuro Pilar,  empezó el estudio del Monte Medvednica, una montaña justo al norte de Zagreb. En 1890 cambió su apellido a Gorjanović.

## Carrera docente
Su carrera docente empezó en 1883 en la Facultad de Filosofía de la Universidad de Zagreb, donde enseñó paleontología de vertebrados. En 1884 fue nombrado profesor ayudante, más tarde asociado, y finalmente profesor titular en 1896. En 1893 se convirtió en director del Departamento Geológico-Paleontológico del Museo Nacional Croata. Estaba interesado en paleontología, estratigrafía, tectónica, paleoclimatología, geología aplicada, exploración geológica e hidrografía. Gorjanović-Kramberger descubrió, describió, clasificó y dató nuevas especies de peces fósiles. A finales del siglo XIX, ya había publicado más de cincuenta trabajos en revistas científicas europeas de prestigio.

## Krapina
En 1899 descubrió en la colina de  Hušnjak, cerca la ciudad croata de Krapina, un rico yacimiento neanderthal. Llamó a losrestos encontrados hombre de Krapina (Krapinski pračovjek). La noticia del descubrimiento se extendió por Europa. Gorjanović estudió los huesos  y otros restos del yacimiento, notando variaciones inusualmente amplais en el tamaño de los huesos.
Con el tiempo se dio cuenta de que la evolución era la fuente de variabilidad de la estatura humana. Su análisis y la interpretación de restos fósiles probó la existencia de humanos tempranos qué denominó Homo primigenius, un antepasado de hombre moderno. Más tarde aquellos restos fueron clasificados como Homo neanderthalensis. La investigación de Gorjanović-Kramberger ayudó a probar la teoría de evolución en la especie humana, con el impacto social que esto implicó.
Fue un pionero en el estudio de los esqueletos de homínidos modernos y desarrolló una técnica que analiza el flúor en los huesos para calcular su edad. En 1895 usó los recién descubiertos rayos X para analizar las estructuras óseas interiores de los restos de Krapina. Los resultados de su investigación en Krapina se publicaron en la monografía "O diluvijalnom čovjeku iz Krapine", (Der Diluviale Mensch von Krapina en alemán; "Sobre el diluvial hombre de Krapina"), publicada en Wiesbaden en 1906.

## Trabajos
En 1909,  fundó la Comisión Geológica para Croacia y Eslavonia, con el objetivo de llevar a cabo mapeos geológicos en pedología. El servicio geológico croata se volvió independiente del Instituto Geológico en Budapest y dio comienzo al actual Hrvatski geološki institut (Instituto Geológico Croata) en Zagreb.
Gorjanović-Kramberger publicó más de 230 artículos en revistas croatas e internacionales durante toda su carrera. Además, fue autor de un par de mapas geológicos. Fue doctor honorario de la Universidad de Zagreb, miembro de la Asociación de Doctores Médicos y de la Asociación de Ciencias Naturales Croata y un ciudadano honorario de Zagreb, Karlovac, y Krapina. Además, fue miembro de nueve asociaciones científicas extranjeras. Desde 1891, fue miembro asociado (desde 1909, miembro pleno) de la Academia Yugoslava de Ciencias y Artes. 
Gorjanović-Kramberger siguió activo después de su jubilación. Entre 1899 y 1929,  publicó 53 trabajos relacionados con el yacimiento de Krapina.